# Огилбијев дујкер
Огилбијев дујкер (лат. Cephalophus ogilbyi) је врста дујкера. 

## Угроженост
Ова врста је наведена као последња брига, јер има широко распрострањење и честа је врста.

## Распрострањење
Ареал огилбијевог дујкера обухвата већи број држава. Врста има станиште у Нигерији, Камеруну, Републици Конго, Габону, Гани, Гвинеји, Либерији, Сијера Леонеу, Обали Слоноваче и Екваторијалној Гвинеји.

## Станиште
Станишта врсте су шуме и саване. 